# آلینا یانوفسکا
آلینا یانوفسکا (انگلیسی: Alina Maria Janowska-Zabłocka؛ زادهٔ ۱۶ آوریل ۱۹۲۳) بازیگر اهل لهستان است.
او از سال ۱۹۴۷ در بیش از ۳۵ فیلم و نمایش تلویزیونی ظاهر شده‌است. از فیلم‌ها یا برنامه‌های تلویزیونی که وی در آن نقش داشته است، می‌توان به سفری برای یک لبخند، دارکوب، شخص خیلی مهم، چهل‌ساله، ترانه‌های ممنوعه، مرحله پایانی، خانه کشیش، قماری بالاتر از زندگی و سامسون اشاره کرد.